# Сатпаев (Абайская область)
Сатпаев (каз. Сәтбаев) — село в Аксуатском районе Абайской области Казахстана. Административный центр Сатпаевского сельского округа. Код КАТО — 635861100.

## Население
В 1999 году население села составляло 952 человека (462 мужчины и 490 женщин). По данным переписи 2009 года, в селе проживали 632 человека (318 мужчин и 314 женщин).